# Olympische Sommerspiele 2024/Teilnehmer (Kap Verde)
| Gelbes Symbol für Goldmedaillen mit stilisierten Olympischen Ringen | Graues Symbol für Silbermedaillen mit stilisierten Olympischen Ringen | Braundes Symbol für Bronzemedaillen mit stilisierten Olympischen Ringen |
| ------------------------------------------------------------------- | --------------------------------------------------------------------- | ----------------------------------------------------------------------- |
| —                                                                   | —                                                                     | 1                                                                       |

Kap Verde nahm an den Olympischen Spielen 2024 vom 26. Juli bis zum 11. August 2024 in Paris mit 7 Athleten (4 Männer, 3 Frauen) teil. Es war die insgesamt achte Teilnahme an Olympischen Sommerspielen.

## Medaillen

### Medaillenspiegel
| Rang   | Sportart | Gold | Silber | Bronze | Gesamt |
| ------ | -------- | ---- | ------ | ------ | ------ |
| 1      | Boxen    | –    | –      | 1      | 1      |
| Gesamt | Gesamt   | 0    | 0      | 1      | 3      |

### Medaillengewinner
| Name/n        | Sportart | Wettkampf              |
| ------------- | -------- | ---------------------- |
| Bronze        |          |                        |
| David de Pina | Boxen    | Männer, Fliegengewicht |

## Teilnehmer nach Sportarten

### Boxen
Beim zweiten internationalen Qualifikationsturnier in Bangkok gewann David de Pina einen Startplatz im Fliegengewicht der Männer. Zudem erhielt Ivanusa Moreira eine Wildcard im Weltergewicht der Frauen.
| Athleten        | Wettbewerb       | 1. Runde | 1. Runde | Achtelfinale | Achtelfinale | Viertelfinale | Viertelfinale | Halbfinale    | Halbfinale    | Finale        | Finale        | Rang   |
| Athleten        | Wettbewerb       | Gegner   | Ergebnis | Gegner       | Ergebnis     | Gegner        | Ergebnis      | Gegner        | Ergebnis      | Gegner        | Ergebnis      | Rang   |
| --------------- | ---------------- | -------- | -------- | ------------ | ------------ | ------------- | ------------- | ------------- | ------------- | ------------- | ------------- | ------ |
| Frauen          |                  |          |          |              |              |               |               |               |               |               |               |        |
| Ivanusa Moreira | Klasse bis 66 kg | Freilos  | Freilos  | O. Derieuw   | 2:3          | ausgeschieden | ausgeschieden | ausgeschieden | ausgeschieden | ausgeschieden | ausgeschieden | 9      |
| Männer          |                  |          |          |              |              |               |               |               |               |               |               |        |
| David de Pina   | Klasse bis 51 kg | Freilos  | Freilos  | T. Panmot    | 4:1          | P. Chinyemba  | 5:0           | H. Doʻsmatov  | 0:5           | ausgeschieden | ausgeschieden | Bronze |

### Fechten
| Athleten                   | Wettbewerb     | 1. Runde | 1. Runde | 2. Runde      | 2. Runde      | Achtelfinale  | Achtelfinale  | Viertelfinale | Viertelfinale | Halbfinale / Klassifikation | Halbfinale / Klassifikation | Finale / Platzierung | Finale / Platzierung | Rang |
| Athleten                   | Wettbewerb     | Gegner   | Ergebnis | Gegner        | Ergebnis      | Gegner        | Ergebnis      | Gegner        | Ergebnis      | Gegner                      | Ergebnis                    | Gegner               | Ergebnis             | Rang |
| -------------------------- | -------------- | -------- | -------- | ------------- | ------------- | ------------- | ------------- | ------------- | ------------- | --------------------------- | --------------------------- | -------------------- | -------------------- | ---- |
| Männer                     |                |          |          |               |               |               |               |               |               |                             |                             |                      |                      |      |
| Victor Alvares de Oliveira | Florett Einzel | D. Gu    | 9:15     | ausgeschieden | ausgeschieden | ausgeschieden | ausgeschieden | ausgeschieden | ausgeschieden | ausgeschieden               | ausgeschieden               | ausgeschieden        | ausgeschieden        | 33   |

### Judo
Über die IJF-Weltrangliste konnte sich eine kap-verdische Judoka im Halbleichtgewicht der Frauen qualifizieren.
| Athleten      | Wettbewerb       | 1. Runde   | 1. Runde | 2. Runde | 2. Runde | Achtelfinale  | Achtelfinale  | Viertelfinale | Viertelfinale | Halbfinale / Trostrunde | Halbfinale / Trostrunde | Finale / Platz 3 | Finale / Platz 3 | Rang |
| Athleten      | Wettbewerb       | Gegner     | Ergebnis | Gegner   | Ergebnis | Gegner        | Ergebnis      | Gegner        | Ergebnis      | Gegner                  | Ergebnis                | Gegner           | Ergebnis         | Rang |
| ------------- | ---------------- | ---------- | -------- | -------- | -------- | ------------- | ------------- | ------------- | ------------- | ----------------------- | ----------------------- | ---------------- | ---------------- | ---- |
| Frauen        |                  |            |          |          |          |               |               |               |               |                         |                         |                  |                  |      |
| Djamila Silva | Klasse bis 52 kg | L. Pimenta | 0:10     | —        | —        | ausgeschieden | ausgeschieden | ausgeschieden | ausgeschieden | ausgeschieden           | ausgeschieden           | ausgeschieden    | ausgeschieden    | 17   |

### Leichtathletik
Kein Leichtathlet von den Kap Verden konnte die Olympianormen des Weltverbandes erreichen. Über den Universalstartplatz darf Samuel Freire am Marathon der Männer teilnehmen.
Laufen und Gehen
| Athleten      | Wettbewerb | Vorlauf | Vorlauf | Halbfinale | Halbfinale | Finale    | Finale | Rang |
| Athleten      | Wettbewerb | Zeit    | Rang    | Zeit       | Rang       | Zeit      | Rang   | Rang |
| ------------- | ---------- | ------- | ------- | ---------- | ---------- | --------- | ------ | ---- |
| Männer        |            |         |         |            |            |           |        |      |
| Samuel Freire | Marathon   | —       | —       | —          | —          | 2:15:05 h | 56     | 56   |

### Schwimmen
| Athleten   | Wettbewerb    | Vorlauf     | Vorlauf | Halbfinale    | Halbfinale    | Finale        | Finale        | Rang |
| Athleten   | Wettbewerb    | Zeit        | Rang    | Zeit          | Rang          | Zeit          | Rang          | Rang |
| ---------- | ------------- | ----------- | ------- | ------------- | ------------- | ------------- | ------------- | ---- |
| Frauen     |               |             |         |               |               |               |               |      |
| Jayla Pina | 200 m Lagen   | 2:24,51 min | 33      | ausgeschieden | ausgeschieden | ausgeschieden | ausgeschieden | 33   |
| Männer     |               |             |         |               |               |               |               |      |
| José Tati  | 50 m Freistil | 26,66 s     | 59      | ausgeschieden | ausgeschieden | ausgeschieden | ausgeschieden | 59   |